# Distrito rural de Surmaq
O distrito rural de Surmaq (em persa: دهستان سورمق) localiza-se no distrito Central, da província de Fars, no Irã. Segundo o censo de 2006, sua população era de 388 habitantes, em 118 famílias. O distrito rural possui dez aldeias.